# Баден-Баден (маркграфство)
Маркграфство Баден-Баден — историческая территория (швабское государство, маркграфство) в составе Священной Римской империи, созданная в 1535 году вместе с маркграфством Баден-Дурлах из маркграфства Баден.
Наряду с основными владениями (территориями) на среднем Верхнем Рейне с центром в Бадене, баден-баденскому маркграфству принадлежали также земли на Мозеле и на реке Наэ. Во второй половине XVI века Баден-Баден находился под сильным влиянием баварских Виттельсбахов, и затем, с 1594 года по 1622 год был оккупирован маркграфами Баден-Дурлаха. После опустошения страны в ходе войны за пфальцское наследство резиденция была перенесена в Раштатт, где был выстроен огромный барочный дворец, первый в своём роде на Верхнем Рейне. Со смертью бездетного маркграфа Августа Георга в 1771 году Баден-Баден — по договору 1535 года — был соединён с Баден-Дурлахом в воссозданном маркграфстве Баден.

## История
На будущей территории Баден-Бадена после утверждения господства франков над баденскими аламаннами между последними стало распространяться христианство, изменения в котором в дальнейшем сильно влияло на исторические процессы на этой территории. Неоднократные попытки восстановить независимость алеманнского государства, особенно в правление герцога Готфрида, от которого ведет свое происхождение и баденский царствующий дом, не имели успеха. Произошло много событий до тех пор пока Герман II (умер в 1130 году), впервые принявший титул маркграфа Баденского и ставший родоначальником Баденского дома. Его внуки, Герман IV и Генрих, разделили между собой его земли, в 1190 году, и основали две династические линии, первый Баденскую, а второй Гохбергскую. Герман IV получил от германо-римского императора Фридриха II, в обмен на перешедшую по наследству к его жене половину города Брауншвейга, город Дурлах, бывшее владение герцогов церингенских, и Эттлинген, в качестве лена. Позже баденский дом лишился этого богатого наследства, и дальнейшая история Баденского государства представляет собой ряд войн и непрерывных разделов, весьма гибельных для этой швабской земли (края, страны).
2 июля 1530 года, на Аугсбургском рейхстаге (всесословное собрание), созванном императором Карлом V, Германо-римская империя была разделена на шесть имперских округов, для лучшего управления, перед лицом угрозы от Османской империи и в целях военно-фискальных, повышения эффективности госуправления, поддержания порядка и решения межгосударственных конфликтов с примирением немецких католиков и протестантов, и одним из них был Швабский округ куда и вошло имперское маркграфство Баден.
Маркграф Бадена Кристоф I (умер в 1527 году) наследственно соединил все баденские земли и они снова, в 1535 году, были наследственно разделены между тремя его сыновьями на маркграфства  (Баден-Дурлах, Баден-Баден и Баден-Гохберг), из которых один вскоре умер (был отравлен), а два других основали линии Баден-Баденскую и Баден-Дурлахскую.

### Основание маркграфства Баден-Баден
Правивший в начале XVI века маркграф Кристоф I, при котором состоялось объединение Бадена (Кристоф унаследовал земли Хахберг-Заузенберга), изначально совершенно не планировал нового раздела баденских территорий, и намеревался сделать единственным наследником своего пятого сына, Филиппа, которого он считал самым достойным преемником. Старший брат Филиппа, Бернхард, однако, отказался принять политическое старшинство младшего брата, и ещё при жизни Кристофа I был вынужден удалиться к бургундскому двору. Также и младший брат Филиппа, Эрнст не признал завещание отца законным, и обратился за поддержкой к своему тестю маркграфу Фридриху I Бранденбург-Ансбахскому. Под давлением Кристоф I был вынужден уступить, и в 1515 году согласился на разделение Бадена между тремя своими сыновьями: Бернхард получал владения на левом берегу Рейна, Филипп — центральную часть страны с резиденцией в Бадене, и Эрнст — земли между Фрайбургом и Базелем.
Со смертью Филиппа (1533 год), не оставившего наследников по мужской линии, его братья, изначально планировавшие совместное управление центральным Баденом, не смогли договориться между собой, и окончательно разделили страну, основав бернхардинскую и эрнестинскую линии баденского дома; граница была, в основном, проведена по реке Альб. Эрнсту, в дополнение к ранее им уже полученным владениям на юге, отошли земли севернее Альба с городами Дурлах и Пфорцхайм, причём в последний была вскорости перенесена и его резиденция, почему он стал именовать себя маркграфом Баден-Пфорцхаймским (нем. Markgraf von Baden-Pforzheim). Бернхард в качестве резиденции избрал главный город Бадена, и отныне называл себя маркграфом Баден-Баденским (нем. Markgraf von Baden-Baden). Детали раздела уточнялись и в последующие годы, завершившись при курпфальцском посредничестве в конце 1536 года подписанием так называемого Гейдельбергского договора.

### Баден-Баден под влиянием баварских герцогов
Умерший в 1536 году Бернхард оставил после себя малолетнего сына Филиберта; другой его сын, Кристоф ещё даже не появился на свет. Это обстоятельство побудило Эрнста Баден-Пфорцхаймского предъявить свои претензии на Баден-Баден. Жалоба, рассматривавшаяся даже в Имперском камеральном суде в Шпайере, была отклонена в пользу вдовы Бернхарда, Франциски Люксембургской, и дочери Филиппа Баденского, Якобеи, настоявших на введении опеки и регентства. Опекунами были назначены Иоганн II фон Пфальц-Зиммернский, Вильгельм IV фон Эберштайн и Вильгельм IV Баварский; штатгальтером стал Генрих барон фон Флекенштайн.
Воспитанный в строгой католической традиции в Мюнхене, Филиберт перенял управление в 1556 году, женившись в 1557 году на Мехтхильде Баварской (1532—1565), укрепив союз с Виттельсбахами; и в последующие годы отличился в войнах против османов в Венгрии и против гугенотов во Франции, пав в третьей гугенотской войне в битве при Монконтуре в октябре 1569 года.
Поскольку наследнику и сыну Филиберта, Филиппу на тот момент было всего 10 лет, ему также назначили опекуна — в лице Альбрехта V Баварского, отдавшего Филиппа на воспитание в иезуитский колледж в Ингольштадте. Штатгальтером Баден-Бадена в 1570 году стал Отто Генрих фон Шварценберг, по распоряжению которого в 1572—1582 годах Новый замок в Бадене был перестроен в стиле итальянского Ренессанса.

### «Верхнебаденская оккупация» Баден-Бадена
Умерший в 1588 году Филипп II не оставил после себя мужских наследников, и правление перешло к его двоюродному брату Эдуарду Фортунату, с 1575 года управлявшему маркграфством Баден-Родемахерн. Занимавшийся алхимией и фальшивомонетничеством, Эдуард Фортунат во много раз увеличил долговое бремя маркграфства, и пытался отдать его на откуп Фуггерам, что, в итоге, вызвало недовольство императора Рудольфа II, и в ноябре 1594 года — оккупацию Баден-Бадена армией Эрнста Фридриха Баден-Дурлахского. Эдуарду Фортунату удалось, однако, бежать в Родемахерн, где он погиб вследствие несчастного случая в 1600 году.

### Маркграфство в Тридцатилетней войне и в войнах с Францией XVIII века
Продолжавшаяся при Георге Фридрихе Баден-Дурлахском оккупация и попытки введения протестантизма закончились после сокрушительного поражения Георга Фридриха в сражении при Вимпфене в мае 1622 года. Уже спустя короткое время, в августе 1622 года император Фердинанд II передал правление в Баден-Бадене сыну Эдуарда Фортуната, Вильгельму, отличившемуся в 1626—1631 годах широкомасштабной охотой на ведьм, жертвой которой пали более 230 человек.
В 1631 году Баден-Баден был занят шведскими (протестантскими) силами под командованием генерала графа Густава Горна, и управление маркграфством перешло снова к Баден-Дурлаху. После сражения при Нёрдлингене в 1634 году Вильгельм смог окончательно возвратиться в Баден, ободрённый обещаниями территориальных приобретений.
В течение следующих военных лет, с 1642 по 1644 годы Баден-Баден был ареной постоянных военных действий, потеряв, по разным оценкам, едва ли не половину своего населения. С заключением Вестфальского мира в 1648 году в Бадене было, в целом, восстановлено положение статус-кво 1550 года. С другой стороны, поскольку Священная Римская империя потеряла владения в Эльзасе, баденские маркграфства оказались теперь на границе с Францией, проводившей по возможности агрессивную внешнюю политику.
После смерти Вильгельма, который по окончании войны был, в основном, занят экономическим восстановлением страны, в 1677 году трон унаследовал его внук, Людвиг Вильгельм (взамен погибшего на охоте в 1669 году отца Фердинанда Максимилиана), сделавший блестящую военную карьеру в имперской армии, и в турецких войнах на Балканах прославивший себя как «красный король».
Постоянно занятый на театрах военных действий в Великой Турецкой войне, Людвиг Вильгельм редко бывал в Бадене, и не смог ничего противопоставить новой угрозе, пришедшей с запада: война за пфальцское наследство, начавшаяся в 1688 году с переходом Рейна армией генерала Мелака, означала тотальное разрушение в том числе для Бадена.
Между тем, не без помощи императора Леопольда I заключивший выгодный брачный союз с Франциской Сибиллой Августой Саксен-Лауэнбургской, Людвиг Вильгельм с богатыми трофеями (так называемые «турецкие трофеи» Карлсруэ) вернулся в 1693 году в Баден-Баден.
Не удовлетворившись восстановлением своей основной резиденции, Нового замка, в начале XVIII в. в деревне Раштатт, получившей вскорости городские права, по проекту итальянского архитектора Доменико Эгидио Росси началось возведение большого барочного дворца, в целом, законченного в 1705 году, и ставшего новой официальной маркграфской резиденцией.
В это же самое время Баден-Баден оказался активным участником очередного панъевропейского военного конфликта, войны за испанское наследство, причём в её ходе в январе 1707 года маркграф Людвиг Вильгельм скончался, и регентство переняла его вдова Франциска Сибилла, а уже в мае французы заняли город Баден. Наконец, зимой 1713/1714 годов в Раштатте был подписан мирный договор, завершивший войну, и давший Бадену столь необходимую ему передышку.
Регентство Франциски Сибиллы по праву можно назвать золотым веком барокко в Баден-Бадене: её правление ознаменовалось строительством многочисленных дворцов и увеселительных павильонов по всей стране. При этом она опиралась на помощь указанных уже в завещании Людвига Вильгельма опекунов тогда малолетнего наследника: курфюрста Иоганна Вильгельма Пфальцского, лотарингского герцога Леопольда I и будущего князя-епископа Шпайера Дамиана Хуго фон Шёнборна.
В 1727 году власть взял в свои руки достигший совершеннолетия Людвиг Георг, однако, мало интересовавшийся политикой и заслуживший прозвище «охотник Луи». Не оставивший наследников и умерший в 1761 году, он передал бразды правления своему брату Августу Георгу, последнему маркграфу Баден-Бадена.

### Август Георг и объединение с Баден-Дурлахом
Начавший духовную карьеру, Август Георг, с папского разрешения, прервал её в 1735 году и заключил брачный союз с Марией Викторией Паулиной фон Аренберг. Их дети, однако, скончались, не достигнув совершеннолетия, и уже при вступлении Августа Георга на трон было очевидно, что баден-баденская линия маркграфов обречена пресечься. Поэтому значительная часть его правления была посвящена вопросам объединения Баден-Бадена с Баден-Дурлахом, в особенности, проблеме вероисповедания (в Баден-Бадене, в отличие от Баден-Дурлаха, преобладал католицизм).
В 1765 году с Карлом Фридрихом Баден-Дурлахским был подписан договор о наследстве, гарантами которого выступили Пруссия, Англия и Дания. В 1771 году, со смертью Августа Георга, Баден-Баден был присоединён к Баден-Дурлаху, которые вместе образовали (единое) маркграфство Баден.

## Территории
- Центральный Баден между городами Эттлинген и Штайнбах с центром в Бадене
- Графство Эберштайн
- Владение Штауфенберг
- Владение Мальберг
- Владение Лар
- Владение Грефенштайн
- Владение Родемахерн, Узельдинген, Хеспринген
- Графство Шпонхайм (кондоминат с Пфальц-Цвайбрюккеном)

## Герб
Герб наглядно представляет собой, с одной стороны, политические претензии и, с другой — реальные владения баден-баденских маркграфов, и составлен из следующих гербов:
- в центре — фамильный герб баденского дома;
- верхний ряд (слева направо) — переднее графство Шпонхайм (Шпонгейм[2]), графство Эберштайн, маркграфство Баден-Хахберг;
- средний ряд — (слева) владение Баденвайлер, (справа) маркграфство Хахберг-Заузенберг;
- нижний ряд (слева направо) — владение Рёттельн, владение Лар и Мальберг, заднее графство Шпонхайм.

## Список маркграфов Баден-Бадена
- 1515—1536: Бернхард III, сын Кристофа I Баденского
- 1536—1569: Филиберт, сын Кристофа I
- 1569—1588:  Филипп II, сын Филиберта
- 1588—1596:  Эдуард Фортунат, сын Кристофа II Баден-Родемахернского, кузен Филиппа II
- 1622—1677:  Вильгельм, сын Эдуарда Фортуната, формально унаследовавший Баден-Баден уже в 1600 г., после смерти своего отца, но вступивший на трон лишь по окончании баден-дурлахской оккупации
- 1677—1707:  Людвиг Вильгельм, внук Вильгельма, за участие в турецких войнах прозванный «турецким Луи»
- 1707—1727:  Сибилла Саксен-Лауэнбургская, вдова Людвига Вильгельма, регент при малолетнем сыне Людвиге Георге Зимперте
- 1727—1761:  Людвиг Георг Зимперт, сын Людвига Вильгельма, «охотник Луи»
- 1761—1771:  Август Георг Зимперт, брат Людвига Георга